# Шикула, Юрий Юрьевич
Юрий Юрьевич Шикула (укр. Юрій Юрійович Шикула, род. 29 мая 1965) — украинский шахтер и машинист горнодобывающей дробилки подготовительных работ структурного подразделения «Шахтоуправление „Самсоновская-Западная“» акционерного общества «Краснодонуголь» (Луганская область), Герой Украины (2012).

## Награды
- Звание Герой Украины с вручением ордена Державы (24 августа 2012) — за выдающийся личный вклад в развитие отечественной угольной промышленности, весомые достижения в профессиональной деятельности, многолетний самоотверженный шахтёрский труд[1]
- Орден «За заслуги» II ст. (27 августа 2008) — за весомый личный вклад в укрепление энергетического потенциала государства, многолетний самоотверженный шахтёрский труд и по случаю Дня шахтёра[2]
- Орден «За заслуги» III ст. (23 августа 2002) — за высокий профессионализм, личный вклад в развитие угольной промышленности и по случаю профессионального праздника — Дня шахтёра[3]
- Знак отличия Президента Украины — юбилейная медаль «20 лет независимости Украины» (19 августа 2011)[4]
- Полный кавалер знаков «Шахтёрская слава»